# 德揚·亞科維奇
德揚·亞科維奇（1985年7月16日—）是加拿大的一位職業足球運動員，在場上的位置是後衛。他最近效力於加超聯球隊哈密爾頓鍛鋼。除了俱樂部的賽事之外，他也代表加拿大國家男子足球隊參加各項賽事。